# Bunker
 For alternative betydninger, se Bunker (flertydig). (Se også artikler, som begynder med Bunker)
Bunker eller bunkers er en betegnelse for en bygning bygget til at modstå beskydning for at beskytte de personer eller det udstyr, som er i bunkeren.
Alt efter hvor kraftigt bunkeren er bygget, kan den modstå alt fra håndvåben til store flybomber. Feltmæssige bunkers er ofte bygget af tømmer, sandsække, Hesco-bastions og tilsvarende improviserede materialer, medens mere planlagte bunkers næsten altid støbes i jernbeton, som regel med en væg- og lofttykkelse på ½ til 3 meter. Bunkeren kan også indeholde filtersystemer som hindrer at f.eks. giftgas eller radioaktivt støv trænger ind.
For at skjules og for at forøge beskyttelsesvirkningen er bunkers ofte anlagt under jorden, men hvis der f.eks. skal kunne skydes eller observeres fra bunkeren, må som minimum dele af den ligge over jordniveau.
Militære bunkers har ofte skydeskår til nærforsvar (i det mindste i forbindelse med indgangspartiet), medens civile bunkers som de typiske kuppelbunkers, der ligger i mange parker, ikke har dette. Langs den jyske vestkyst ligger mange tyske bunkers bygget under 2. verdenskrig som led i Atlantvolden. De blev bygget efter de tyske standardtegninger "Regelbau". Flere af disse bunkers er tilsandede eller ligger nedsunket i vandkanten, af hensyn til fare for badende er flere af disse fjernet.
En bunker til militære flyvemaskiner kaldes en shelter (egentlig engelsk: Hardened shelter).